# دينيس روميدال
دينيس روميدال (بالدنماركية: Dennis Rommedahl) (مواليد 22 يوليو 1978 في كوبنهاغن) لاعب كرة قدم دنماركي سابق. لعب مع أيندهوفن وأياكس أمستردام.
سجل هدفاً على فرنسا في كأس العالم 2002، في مباراة انتهت بفوز الدنمارك 2-0.

## روابط خارجية
- دينيس روميدال على موقع الاتحاد الدولي (مؤرشف)  (الإنجليزية)
- دينيس روميدال على موقع الاتحاد الأوربي (الإنجليزية)
- دينيس روميدال على موقع قاعدة بيانات كرة القدم.إي يو (الإنجليزية)
- دينيس روميدال على موقع ناشيونال فوتبول تيمز (الإنجليزية)
- دينيس روميدال على موقع Soccerbase.com (لاعب) (الإنجليزية)
- دينيس روميدال على موقع Soccerway.com (الإنجليزية)
- دينيس روميدال على موقع عالم كرة القدم.نت (الإنجليزية)
- دينيس روميدال على موقع كووورة